# Zabala (paroisse civile)
Pour les articles homonymes, voir Zabala.
Zabala est l'une des deux divisions territoriales et statistiques et l'unique paroisse civile de la municipalité de Díaz dans l'État de Nueva Esparta au Venezuela. Sa capitale est La Guardia.